# John Pescatore
John Anthony Pescatore (Cocoa Beach, 2 de febrero de 1964) es un deportista estadounidense que compitió en remo. Su esposa, Anne Martin, compitió en el mismo deporte.
Participó en dos Juegos Olímpicos de Verano, obteniendo una medalla de bronce en Seúl 1988 (ocho con timonel), y el sexto lugar en Barcelona 1992 (dos sin timonel). Ganó una medalla de oro en el Campeonato Mundial de Remo de 1987, en el ocho con timonel.

## Palmarés internacional
| Juegos Olímpicos   | Juegos Olímpicos       | Juegos Olímpicos  | Juegos Olímpicos |
| Año                | Lugar                  | Medalla           | Prueba           |
| ------------------ | ---------------------- | ----------------- | ---------------- |
| 1988               | Seúl (Corea del Sur)   | Medalla de bronce | Ocho con timonel |
| Campeonato Mundial |                        |                   |                  |
| Año                | Lugar                  | Medalla           | Prueba           |
| 1987               | Copenhague (Dinamarca) | Medalla de oro    | Ocho con timonel |